# Paroruza albipunctata
Paroruza albipunctata är en fjärilsart som beskrevs av Embrik Strand 1917. Paroruza albipunctata ingår i släktet Paroruza och familjen nattflyn. Inga underarter finns listade i Catalogue of Life.